# Куклис, Мантас
Мантас Куклис (лит. Mantas Kuklys; род. 10 августа 1987 года) — литовский футболист. Выступал за сборную Литвы.

## Клубная карьера
Футбольную карьеру начал в 2006 году в клубе «Шяуляй», в 2004—2006 годах играл за дубль команды, с 2006 года — за основной состав в высшей лиге Литвы. В ноябре 2010 года стал игроком бельгийского клуба «Тюрнхаут», в сезоне 2010/11 выступал во втором дивизионе Бельгии, а в сезоне 2011/12 — в третьем. В конце сезона 2010/11 забил два гола в двух переходных матчах, но это не помогло его команде удержаться во втором дивизионе. В 2012 году перешел в «Жальгирис», в его составе стал многократным чемпионом и призёром чемпионата Литвы и обладателем Кубка страны. В 2014 году был арендован чешским «Богемиансом 1905». В 2018 году подписал контракт с казахстанским клубом «Жетысу».

## Карьера в сборной
Первый матч за национальную сборную Литвы сыграл 3 июня 2012 года в Кубке Балтии против Эстонии. По состоянию на январь 2018 года провёл 25 матчей за сборную, в одном матче был капитаном команды.

## Достижения
«Жальгирис»
- Чемпион Литвы (4): 2013, 2014, 2015, 2016
- Серебряный призёр чемпионата Литвы (2): 2012, 2016
- Обладатель Кубка Литвы (5): 2012, 2013, 2014, 2015, 2016
- Обладатель Суперкубка Литвы (4): 2013, 2015, 2016, 2017
- Лучший футболист чемпионата Литвы: 2016